# Luca Borgonovo
Luca Borgonovo, född 29 juli 2004, är en italiensk roddare. 
Hans bror, Giovanni Borgonovo, är också en roddare.

## Karriär
I juli 2022 vid U23-VM i Varese tog Borgonovo guld tillsammans med Nicolò Demiliani, Krystian Maron och Matteo Tonelli i lättvikts-scullerfyra. I september 2023 vid VM i Belgrad tog han VM-guld tillsammans med Nicolò Demiliani, Pietro Ruta och Matteo Tonelli i lättvikts-scullerfyra.